# Xenacanthus
Xenacanthus es un género extinto de tiburones que vivieron entre el Pensilvánico, en el Pérmico, hasta hace 280 millones de años. Se han encontrado varios fósiles en distintas partes mundo. Vivió en Estados Unidos de Nuevo México , Ecuador de las Islas Galápagos , España de Embalse del Pardo y Perú de Bagua .

## Descripción

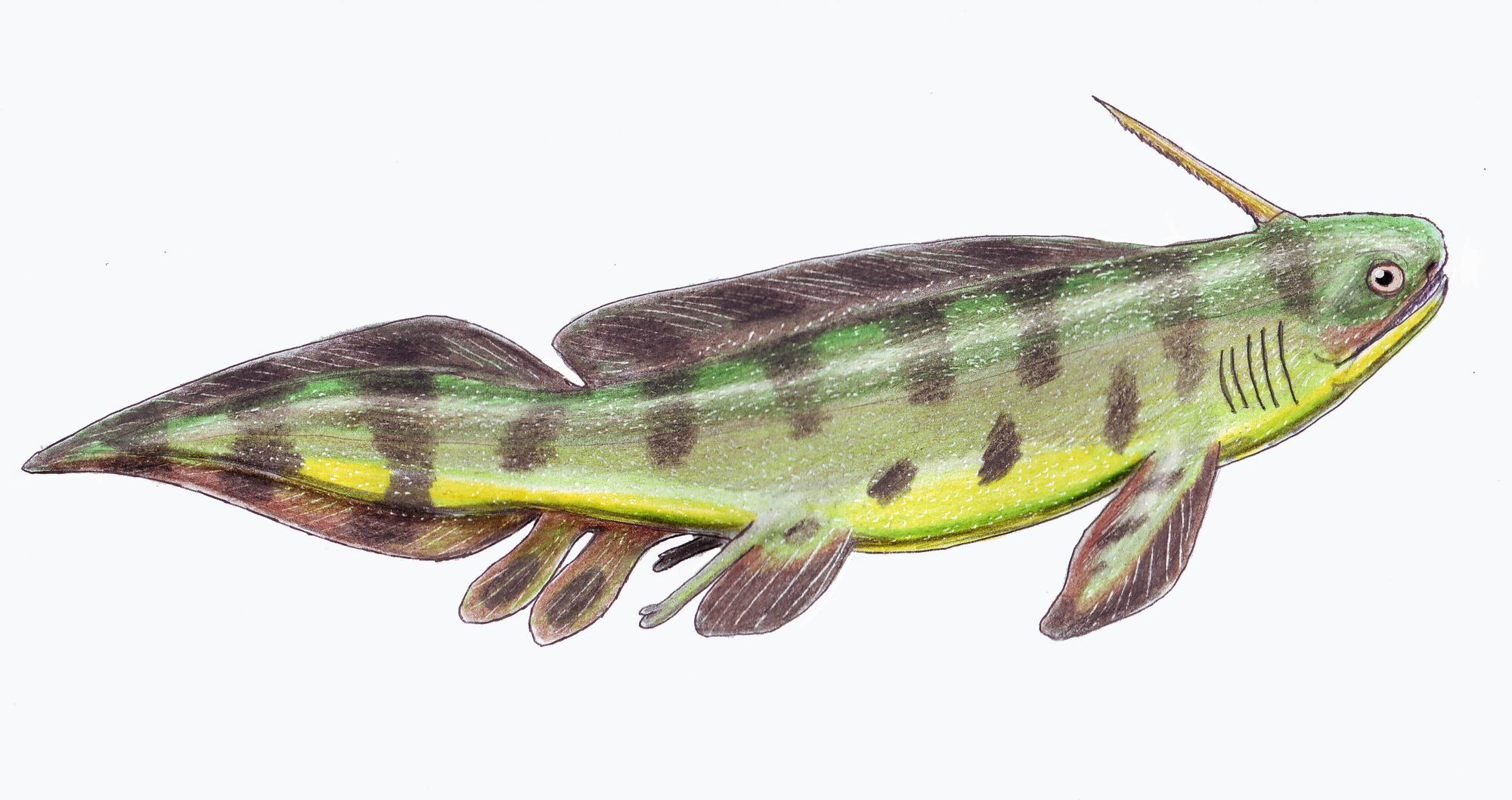
Recreación de un Xenacanthus

Es un género extinto de tiburones que vivieron entre el periodo Pensilvánico y el periodo Pérmico (Era Paleozoica). Su cuerpo era fino y alargado, con una aleta dorsal que iba desde la cabeza hasta la punta de su triangular cola. Una espina recorría todo su cuerpo, desde el cráneo hasta la punta de la cola. Esta espina no se asocia con el cartílago de los peces ya que posiblemente tenía algún tipo de tejido que las recubría de forma que parecían vértebras. A sus espinas se les podría llamar "huesos falsos" ya que imitan a los huesos. Esta característica ha permitido que los fósiles se conserven en mejor estado que los de otros tiburones, ya que el hueso se conserva mejor que el cartílago. Esta espina según algunos paleontólogos podría haber servido como un sistema de defensa que portaba veneno. Sus dientes tenían forma de V o también se podría compara su forma con un tenedor.

## Especies
- Xenacanthus atriossis
- Xenacanthus compressus
- Xenacanthus decheni
- Xenacanthus erectus
- Xenacanthus gracilis
- Xenacanthus howsei
- Xenacanthus laevissimus
- Xenacanthus latus
- Xenacanthus luedernesis
- Xenacanthus parallelus
- Xenacanthus robustus
- Xenacanthus slaughteri
- Xenacanthus taylori